# Amber Benson
Amber Nicole Benson (Birmingham, Alabama, 8 de gener de 1977) és una actriu, directora i guionista estatunidenca. Filla d'Edward Benson, psiquiatre, i de Diane Benson; té una germana petita anomenada Danielle, que és artista. El seu paper més important ha estat en la sèrie Buffy the Vampire Slayer, en la qual interpreta Tara Maclay.

## Biografia
De petita, Amber va estudiar música i dansa, i va participar en el Birmingham Children´s Ballet, així com en teatres locals.
Posteriorment, la seva família va decidir traslladar-se a Florida, en part per ajudar-la en la seva carrera com a actriu, on no va tenir molta sort, per la qual cosa finalment es van mudar a Los Angeles, on Amber va començar ràpidament a treballar en cinema i televisió.

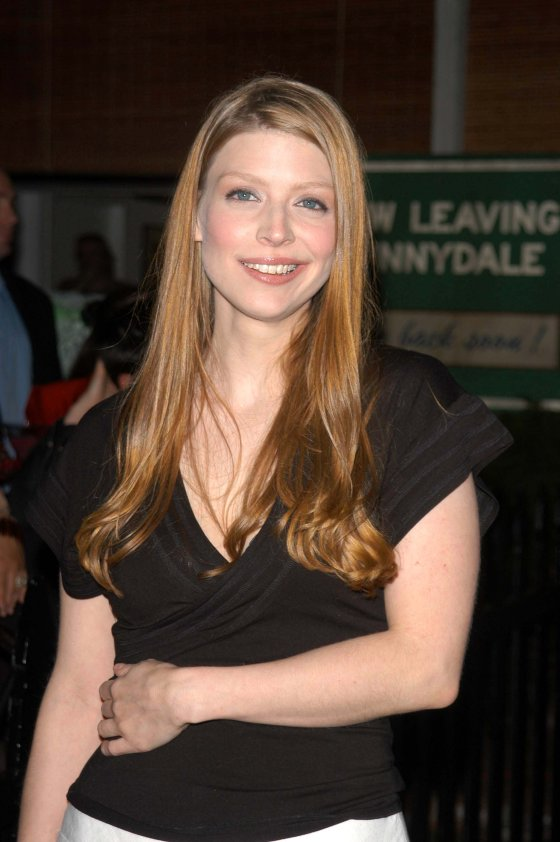
Benson el 2003

El seu debut davant les càmeres va ser l'any 1993, quan va formar part del repartiment del thriller Verí en la pell, protagonitzat per Alicia Silverstone i Cary Elwes, al que li van seguir papers en les cintes King of the Hill, Crims imaginaris, protagonitzada per Vincent D'Onofrio, Chris Penn i Harvey Keitel, Tres pares solters, Deadtime, Take It Easy, els telefilms Jack Reed: Badge of Honor, Jack Reed: A Search for Justice i Jack Reed: One of Our Own, i participacions en les sèries Promised Land i Cracker.

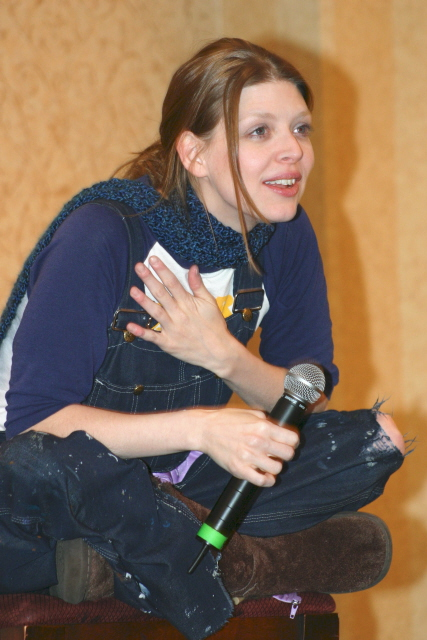
Benson el 2005

El 1999 va aconseguir el paper de Tara Maclay en la sèrie Buffy the Vampire Slayer, el qual li va donar un gran reconeixement per part del públic. En aquest programa va estar fins a l'any 2002.
Des de llavors, els seus crèdits inclouen participacions en Cas obert, The Inside, Supernatural i Sense cita prèvia, i papers en les comèdies Chance, en la qual va ser protagonista, a més de guionista, directora, productora i editora., Latter Days, amb Steve Sandvoss i Wes Ramsey, Kiss the Bride, en la qual va treballar al costat de Tori Spelling i Philipp Karner, Act Your Age, Strictly Sexual i Tripping Forward, entre d'altres, el thriller Intermedi i els drames Race You to the Bottom i Simple Things.
Va treballar a més en telefilms com Holiday Wishes, Gryphon i 7 Things to Do Before I'm 30.
Després de deixar la sèrie Buffy the Vampire Slayer, Benson va començar a produir cintes d'animació per a la BBC al costat de Christopher Golden i l'estudi Cosgrove Hall. Destacar Ghosts of Albion: Legacy i Ghosts of Albion: Embers.
El 2006 va llançar la seva segona cinta independent, Lovers, Liars & Lunatics, a través de la seva pròpia companyia productora, Benson Entertainment.

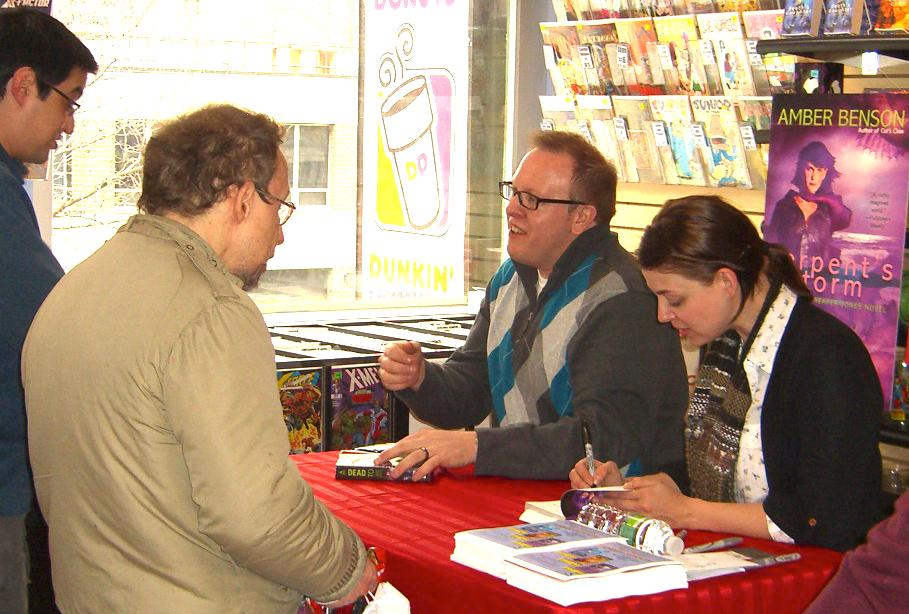
El 2011

Benson també ha fet incursions en l'ambient musical, cantant en un episodi de Buffy the Vampire Slayer, Once More, More, with Feeling, i va escriure la lletra de diverses cançons.
Ha escrit i dirigit diverses telesèries, destacant Chance el 2002, que a més va protagonitzar. També ha escrit tres còmics, dos d'ells basats en els personatges de Willow i Tara, de la sèrie Buffy the Vampire Slayer.

## Filmografia
Les seves pel·lícules més destacades són:
| Any       | Títol                           | Paper                       | Notes                                                                     |
| --------- | ------------------------------- | --------------------------- | ------------------------------------------------------------------------- |
| 1993      | Jack Reed: Badge of Honor       | Nicole Reed                 | Telefilm                                                                  |
| 1994      | Jack Reed: A Search for Justice | Nicole Reed                 | Telefilm                                                                  |
| 1995      | Don's Plum                      | Actriu secundària           |                                                                           |
| 1995      | Jack Reed: One of Our Own       | Nicole Reed                 | Telefilm                                                                  |
| 1998      | Promised Land                   | Amy Farnsworth              | Episodi: Out of Bounds                                                    |
| 1999      | Cracker                         | Amy                         | Episodi: "The Club"                                                       |
| 1999–2002 | Buffy the Vampire Slayer        | Tara Maclay                 | Temp. 4–6; 47 episodis. Recurrent (1999–2002) Principal (2002:Seeing Red) |
| 2001      | The Enforcers                   | Abby                        | Minisèrie                                                                 |
| 2004      | Cold Case                       | Julia Hoffman               | Episodi: "Volunteers"                                                     |
| 2005      | The Inside                      | Allison Davis               | Episodi: "The Perfect Couple"                                             |
| 2006 2011 | Supernatural                    | Lenore                      | Episodi: "Bloodlust" Episodi: "Mommy Dearest"                             |
| 2006      | Holiday Wishes                  | Danni Hartford              | Telefilm                                                                  |
| 2007      | Gryphon                         | Princess Amelia of Lockland | Telefilm                                                                  |
| 2008      | Long Island Confidential        | Pilot                       |                                                                           |
| 2008      | 7 Things to Do Before I'm 30    | Lori Madison                | Telefilm                                                                  |
| 2009      | Private Practice                | Jill Duncan                 | Episodi: "Finishing"                                                      |
| 2010      | Grey's Anatomy                  | Corrine                     | Episodi: "That's Me Trying"                                               |
| 2011      | Ringer                          | Stripper Mary Curtis        | Episodi: "That's What You Get for Trying to Kill Me"                      |
| 2012      | Husbands                        | Angry Mom                   | Episodi: "Appropriate Is Not the Word"                                    |
| 2014      | Morganville: The Series         | Amelie                      | Web TV Serie                                                              |
| 2016      | Red vs. Blue                    | Epsilon Grif                | Episodi: "Get Bent" (Temporada 14)                                        |

| Any  | Títol                              | Paper                      | Notes                                                        |
| ---- | ---------------------------------- | -------------------------- | ------------------------------------------------------------ |
| 1993 | King of the Hill                   | Ella McShane               |                                                              |
| 1993 | The Crush                          | Cheyenne                   |                                                              |
| 1994 | S.F.W.                             | Barbara "Babs" Wyler       |                                                              |
| 1994 | Imaginary Crimes                   | Margaret                   |                                                              |
| 1995 | Bye Bye Love                       | Meg Damico                 | Amb els seus companys de Buffy Eliza Dushku i Lindsay Crouse |
| 1998 | No puc esperar (Can't Hardly Wait) | Stephanie                  |                                                              |
| 1999 | Take It Easy                       | Justy                      |                                                              |
| 1999 | Deadtime                           | Patty                      |                                                              |
| 2000 | The Prime Gig                      | Batgirl                    |                                                              |
| 2001 | Hollywood, Pennsylvania            | Mandy Calhoun              |                                                              |
| 2001 | Don's Plum                         | Amy                        |                                                              |
| 2002 | Taboo                              | Piper                      |                                                              |
| 2002 | Chance                             | Chance                     | Directora, Productora Benson Entertainment Inc.              |
| 2003 | Latter Days                        | Traci Levine               |                                                              |
| 2005 | Intermedi                          | Barbie                     |                                                              |
| 2005 | Race You to the Bottom             | Maggie                     |                                                              |
| 2006 | Lovers, Liars & Lunatics           | Justine                    | Directora, productora                                        |
| 2007 | Simple Things                      | Sally                      |                                                              |
| 2007 | Girltrash!                         | Svetlana 'Llana' Dragovich |                                                              |
| 2008 | Act Your Age                       | Julia                      |                                                              |
| 2008 | Kiss the Bride                     | Elly                       |                                                              |
| 2008 | Strictly Sexual                    | Donna                      |                                                              |
| 2008 | The Blue Tooth Virgin              | Jennifer                   |                                                              |
| 2008 | One-Eyed Monster                   | Laura                      |                                                              |
| 2009 | Tripping Forward                   | Gwen                       |                                                              |
| 2009 | The Killing Jar                    | Noreen                     |                                                              |
| 2009 | Another Harvest Moon               | Gretchen                   |                                                              |
| 2010 | Drones                             | Co-directora               |                                                              |
| 2012 | Dust Up                            | Ella                       |                                                              |
| 2015 | Desire Will Set You Free           | Jayne                      |                                                              |
| 2016 | Selling Isobel                     | Chloe                      |                                                              |
| 2017 | Trip House                         | Maya                       |                                                              |